# Peleteria semiglabra
Peleteria semiglabra är en tvåvingeart som först beskrevs av Zimin 1961.  Peleteria semiglabra ingår i släktet Peleteria och familjen parasitflugor. Inga underarter finns listade i Catalogue of Life.